# Ćakry transpersonalne
Ćakry transpersonalne – kilka ćakr (różni autorzy wymieniają trzy, pięć lub sześć takich ćakr), które – jak opisuje wielu joginów i osób medytujących – znajdują się kolejno ponad czakrą korony (która znajduje się na czubku głowy), aż do wysokości około pół metra ponad głową.

## Ćakry transpersonalne w filozofii azjatyckiej
Ćakry transpersonalne opisywane są w hinduizmie, w buddyzmie wadżrajany, w taoizmie oraz w qigongu (a także w New Age).
W hinduizmie mają one nazwy w sanskrycie, w buddyzmie wadżrajany – nazwy w sanskrycie i tybetańskie, w taoizmie i qigongu – chińskie.
W ezoterycznych tekstach buddyzmu wadżrajany wymienia się pięć takich ćakr.